# Лузитанский интегрализм
Лузита́нский интеграли́зм (порт. Integralismo Lusitano), он же Португа́льский интеграли́зм — вариация интегрализма, основаное в 1914 году и ставшее важным политическим и социальным течением в Португалии в начале XX века. Оно возникло на фоне ряда серьезных политических и социальных изменений, в том числе революции и перехода от монархии к Первой республике. Интегрализм в Португалии был ориентирован на борьбу с рядом идеологических течений и политических систем, таких как антиклерикализм, либерализм, социализм, популизм и революционные движения.

## Идеология и основные цели
Интегрализм был традиционалистским, но в отличие от консерватизма, он не стремился просто сохранить существующий порядок, а видел необходимость глубокой реорганизации общества на основе принципов децентрализации, католицизма и монархизма. Это движение резко противостояло идеям парламентаризма, считая, что парламентарная система не способна обеспечить стабильность и процветание страны. Интегралисты считали, что только авторитарная власть и крепкая связь с традициями смогут преодолеть разрушительные тенденции, такие как рост левых настроений в Европе.
Одной из важнейших черт интегралистского движения было его внимание к социальному порядку, который должно было организовать католическое общество. Они поддерживали идею корпоративизма, которая подразумевала организацию общества и экономики через представительные корпорации, такие как профессиональные союзы, и противостояли социалистической идее классовой борьбы. Идеями интегрализма, в популистских целях, восхищался Салазар.